# Assemblea legislativa del Nuovo Brunswick
L'Assemblea legislativa del Nuovo Brunswick (in inglese: Legislative Assembly of New Brunswick, in francese: Assemblée legislative du Nouveau-Brunswick) è l'organo legislativo della provincia canadese del Nuovo Brunswick. Si riunisce nell'Edificio del Parlamento di Fredericton, costruito nel 1882.
L'assemblea legislativa è composta da 49 membri eletti con il sistema uninominale secco (First-past-the-post) in altrettanti collegi. Il leader del partito di maggioranza è anche il Premier del Nuovo Brunswick e dirige quello che è noto come il consiglio esecutivo.
I tre compiti principali dell'Assemblea legislativa sono l'emanazione di nuove leggi, l'approvazione del bilancio statale e la supervisione del governo. Dal 1784 al 1891 la provincia ebbe un parlamento bicamerale.

## Storia
Saint John fu scelta come capitale originale quando il Nuovo Brunswick fu formato nel 1784 poiché era il centro del commercio e l'unica città in quel momento. Il New Brunswick Legislative Building è l'attuale edificio che ospita l'Assemblea. Fu inaugurato nel 1882, essendo stato costruito da J.C. Dumaresq, in seguito alla distruzione dell'edificio originale, noto come Province Hall, da un incendio nel 1880.
La camera legislativa è progettata per avere quattro file dal lato del governo e tre file dal lato dell'opposizione. Questo perché le elezioni hanno tradizionalmente prodotto una forte maggioranza di governo; infatti in alcune occasioni, anche con molti dei seggi su un lato della Camera, il governo si è riversato a favore dell'opposizione. Molto spesso la Camera è orientata ad avere solo due file sulle panchine dell'opposizione, in caso di grande opposizione l'aggiunta di una terza fila rende le panchine dell'opposizione piuttosto affollate.